# Csapás-tetői-barlang (Szinpetri)
A Csapás-tetői-barlang Magyarország megkülönböztetetten védett barlangjai között van. Az Aggteleki Nemzeti Park területén található. A barlang az Aggteleki-karszt és a Szlovák-karszt többi barlangjával együtt a világörökség része. A kiétei kultúrába sorolható cserépedény töredékek mellett őslénytani leletek is előkerültek belőle.

## Leírás
Szinpetri központjától északra, körülbelül 1650 méterre, az András-hegyen, amelyet a helyiek Csapás-tetőnek neveznek található a bejárata. A Kopolya-forrástól körülbelül 500 méterre van. Egy gödör alján nyíló bejáratán egy régi ajtónak a 86 centiméter magas vaskerete látszik. Középső triász mészkőben alakult ki. Függőleges jellegű, inaktív víznyelőbarlang. A barlang a pleisztocénben valószínűleg már nem nyelt vizet. Az alsó üregében sok cseppkő és kristályképződmény volt, de ezeknek egy része a feltárás óta megsemmisült. Engedéllyel látogatható. Megkülönböztetett védelmét az indokolja, hogy a terület egyik jelentős méretű barlangja, veszélyeztetettek a cseppkőképződményei és különleges őslénytani és régészeti leletei vannak.
Az 1971. évi régészeti ásatása során előkerült leletek átvizsgálásakor sok a késő bronzkori kiétei kultúrába sorolható cserépedény töredéket határoztak meg. A Herman Ottó Múzeumba került leletek feldolgozását Hellebrandt Magdolna végezte. Megállapítható, hogy a barlang nem állandó menedékhely volt, hanem csak alkalmanként használták. Valószínűleg a barlang előtt, vagy felett volt egy építmény, amelynek a pusztulása után a cserépanyag a földdel együtt bemosódott.
Bejárati termében maradt még régészetileg át nem kutatott kitöltés. A régészeti szempontból folytatott ásatás közben csontok is előkerültek, például egy agancsdarab. A kitöltésből előkerült sok késő bronzkori csontmaradványt Kordos László vizsgálta. Köztük emberi csontok, rágott csigolyák és egy ép, alig koptatott őrlőfog is volt. A barlang látogatásához az Aggteleki Nemzeti Park Igazgatóság engedélye kell.
1972-ben volt először Csapás-tetői-barlangnak nevezve a barlang az irodalmában (Dénes 1972, Gábori 1972, Házi 1972). Előfordul a barlang az irodalmában Csapástetői-barlang (Vid 1971) néven is.

## Kutatástörténet
1971 előtt néhány évvel, szinpetriek fedezték fel a barlang bejáratát és a barlang elülső részét. 1971-ben Dénes György átvizsgálta a barlangot és az üreg még nem bolygatott kitöltésében talált őskori cserépedény töredéket. Szerinte a lelet a Baradlából előkerült, hallstatti kerámia töredékhez hasonló. A lelet a Herman Ottó Múzeumba lett elküldve. A barlangra Varga Imre, aki egy Szinpetriben élő személy hívta fel a figyelmét. Varga Imre azt is elmondta Dénes Györgynek, hogy amikor a helyiek az barlangban bontottak, akkor nagyon sok hasonló cserépdarab került elő kitöltéséből. A Vass Imre Barlangkutató Csoport 1971 augusztusában felmérte a barlangot, majd Vid Ödön a felmérés felhasználásával megszerkesztette a barlang alaprajz térképét, hosszmetszet térképét és szelvény térképeit.
1972 augusztusában Hellebrandt Magdolna, aki az ásatást vezető régész volt, Dénes György, aki a leletek bejelentője volt, Varga Imre, aki régóta kutatta a barlangot, illetve a Vass Imre Barlangkutató Csoport közreműködésével a barlangban lévő bejárati terem még bolygatatlan kitöltésének egy részét kitermelték régészeti átvizsgálás céljából. Dénes György A Herman Ottó Múzeum Évkönyve című kiadvány 1973. évi évfolyamában részletesen ismertette a barlangot. A publikáció szerint a felszín és a barlang legmélyebb pontja között 18 m a különbség. Hellebrandt Magdolna a kiadvány 1973. évi évfolyamában leírta a barlangból előkerült leleteket régészeti szempontból. A tanulmányhoz fényképek és leletrajzok lettek mellékelve. A Miskolci Herman Ottó Múzeum Közleményei című periodika 1973. évi évfolyamában jelent meg Kordos László tanulmánya, amelyben a barlang régészeti feltárása során előkerült csontleletek vannak ismertetve.
A Bertalan Károly által írt, 1976-ban befejezett kéziratban szó van arról, hogy Szinpetrin helyezkedik el a Csapás-tetői-barlang. A barlang bejárata Szinpetritől É-ra 1700 m-re, a 390 m-t jelző ponttól D-re 20 m-re található. A bejárat egy íves kis sziklakapu, amelynek lejt az aljzata. A nagyon feltöltött, cseppköves barlang kb. 25 m hosszú és 17 m mély. Kitöltéséből késő bronzkori eszközök és csontok kerültek elő. A kézirat barlangot ismertető része 1 publikáció alapján lett írva.
Az 1984-ben kiadott, Magyarország barlangjai című könyv országos barlanglistájában szerepel az Aggteleki-karszton lévő barlang Csapás-tetői-barlang néven. A listához kapcsolódóan látható az Aggteleki-karszt és a Bükk hegység barlangjainak földrajzi elhelyezkedését bemutató 1:500 000-es méretarányú térképen a barlang földrajzi elhelyezkedése. 1987-ben a Marcel Loubens Barlangkutató Egyesület denevér-megfigyelést végzett a Csapás-tetői-barlangban. A barlang 1995 óta a világörökség része. 1998. május 14-től a környezetvédelmi és területfejlesztési miniszter 13/1998. (V. 6.) KTM rendelete szerint az Aggteleki Nemzeti Park Igazgatóság illetékességi területén található Csapás-tetői-barlang az igazgatóság engedélyével látogatható. 2005. szeptember 1-től a környezetvédelmi és vízügyi miniszter 22/2005. (VIII. 31.) KvVM rendelete szerint az Aggteleki Nemzeti Park Igazgatóság működési területén található Csapás-tetői-barlang a felügyelőség engedélyével látogatható.
Az Aggteleki Nemzeti Park Igazgatóság működési területén lévő, 5440/35 nyilvántartási számú Csapás-tetői-barlang, 2006. február 28-tól, a környezetvédelmi és vízügyi miniszter 8/2006. KvVM utasítása szerint, megkülönböztetett védelmet igénylő barlang. 2007. március 8-tól a környezetvédelmi és vízügyi miniszter 3/2007. (I. 22.) KvVM rendelete szerint az Aggteleki Nemzeti Park Igazgatóság működési területén lévő Csapás-tetői-barlang az igazgatóság engedélyével tekinthető meg. Az Aggteleki Nemzeti Park Igazgatóság működési területén lévő, 5440-35 kataszteri számú Csapás-tetői-barlang, 2012. február 25-től, a vidékfejlesztési miniszter 4/2012. (II. 24.) VM utasítása szerint, megkülönböztetetten védett barlang.
A 2013-ban publikált, Varga Gábor által írt tanulmányban a Borsod-Abaúj-Zemplén megyében lévő Szinpetrin elhelyezkedő, 16779 lelőhely-azonosítójú és 5440-35 barlangkataszteri számú Csapás-tetői-barlang a másodlagos régészeti lelőhelyek közé van sorolva. 2013. július 19-től a vidékfejlesztési miniszter 58/2013. (VII. 11.) VM rendelete szerint a Csapás-tetői-barlang (Aggteleki Nemzeti Park Igazgatóság működési területe) az igazgatóság hozzájárulásával látogatható. Szabó Zoltán 2014 májusában megszerkesztette a barlang alaprajz térképét, hossz-szelvény térképét és keresztmetszet térképét. A térképek elkészítéséhez a barlangot Kovács Richárd és Szabó R. Zoltán mérték fel. 2021. május 10-től az agrárminiszter 17/2021. (IV. 9.) AM rendelete szerint a Csapás-tetői-barlang (Aggteleki Nemzeti Park Igazgatóság működési területe) az igazgatóság engedélyével látogatható. A 13/1998. (V. 6.) KTM rendelet egyidejűleg hatályát veszti.